# Oxyurichthys guibei
Oxyurichthys guibei är en fiskart som beskrevs av Smith, 1959. Oxyurichthys guibei ingår i släktet Oxyurichthys och familjen smörbultsfiskar. Inga underarter finns listade i Catalogue of Life.